# Super Rugby Américas 2023
El Súper Rugby Américas 2023 (por sus siglas, SRA 2023) fue la cuarta temporada del torneo de rugby profesional de América organizado por Sudamérica Rugby, máximo ente del rugby de América del Sur, y la primer temporada bajo el nombre "Súper Rugby Américas". Se llevó a cabo entre el 17 de febrero y el 9 de junio de 2023.
Este torneo actuó como sucesor de la Súper Liga Americana de Rugby 2022, última edición de la versión original del torneo profesional de franquicias organizado por Sudamérica Rugby. Además del cambio de nombre, el torneo presentó otros cambios importantes: el intercambio de franquicias participantes, con dos bajas y tres incorporaciones, entre ellas la primera franquicia norteamericana; y el regreso al formato original con partidos de local y visitante, modalidad que debió ser abandonada en 2021 y 2022 debido al impacto de la pandemia de Covid-19.
El torneo fue ganado por Peñarol Rugby tras vencer 23-17 a Dogos XV en la final disputada en el Estadio Charrúa de Montevideo, obteniendo así su segundo título de forma consecutiva. La franquicia uruguaya ganó 12 de sus 14 partidos, cayendo solamente en dos ocasiones durante la fase regular (ambos ante Pampas de Buenos Aires). El uruguayo Felipe Etcheverry fue elegido como el mejor jugador del torneo, mientras que el argentino Joaquín De La Vega Mendía fue el máximo anotador con 136 tantos.

## Sistema de disputa

### Etapa Clasificatoria
El torneo se disputó con una etapa de clasificación disputada por los siete equipos participantes, implementado en un sistema de todos contra todos, en dos rondas. Los equipos clasificados del 1.º al 4.º lugar en la Fase Clasificatoria accedieron a las semifinales del torneo.
En caso de producirse una igualdad en el puntaje final de la tabla de posiciones, el lugar de preferencia en la misma se definiría con los siguientes criterios:
- Resultados obtenidos en los partidos jugados entre sí por los dos equipos igualados.
- Diferencia de tantos a favor en todos los partidos jugados por cada equipo empatado.
- Diferencia de tries a favor en todos los partidos jugados por cada equipo empatado.
- Tantos a favor en todos los partidos jugados por cada equipo empatado.
- Suma total de los Tries anotados por cada equipo empatado.
- Cantidad de tarjetas rojas recibidas por cada equipo empatado.
- Cantidad de tarjetas amarillas recibidas por cada equipo empatado.
- Si a pesar de la aplicación de todos los sistemas anteriormente previstos subsistiera el empate se resolverá mediante un sorteo.

Si existiese un empate de tres o más equipos, se tomaría en cuenta los criterios a partir del segundo ítem. Excepción a este inciso: si una de los equipos empatados les hubiese ganado todos los partidos a los otros empatados sería considerada mejor ubicado.

### Semifinales y final
Las fases finales (semifinales y final) se disputaron a eliminación directa en las sedes de los equipos mejor clasificados al finalizar la fase regular del torneo. La semifinal número 1 la jugaron el equipo clasificado en 1.º lugar frente al equipo clasificado en 4.º lugar; la semifinal número 2 la jugaron el equipo clasificado en 2.º lugar frente al equipo clasificado en 3.º lugar. 
Los equipos perdedores en semifinales no jugaron un partido para definir el tercer puesto; el equipo con mejor clasificación en la tabla general de la liga al finalizar la Fase Clasificatoria ocupó el tercer lugar. La final fue a partido único, a disputar los equipos ganadores de los partidos de semifinales. El ganador del partido final fue declarado campeón.

## Equipos participantes
En cursiva, los equipos que participan de la nueva competición sin provenir de la SLAR:
| Franquicia       | Ciudad                   | Incorporación                | Estadio local                   | Capacidad |
| ---------------- | ------------------------ | ---------------------------- | ------------------------------- | --------- |
| American Raptors | Glendale, Estados Unidos | Nueva incorporación          | Infinity Park                   | 5000      |
| Cobras Brasil XV | São Paulo, Brasil        | Participante de la SLAR 2022 | Estádio Nicolau Alayon          | 10 723    |
| Cobras Brasil XV | Mogi das Cruzes, Brasil  | Participante de la SLAR 2022 | Estádio Nogueirão               | 10 000    |
| Dogos XV         | Córdoba, Argentina       | Nueva incorporación          | Tala Rugby Club                 | 4000      |
| Pampas           | Buenos Aires, Argentina  | Nueva incorporación          | La Catedral (CASI)              | 3000      |
| Peñarol Rugby    | Montevideo, Uruguay      | Participante de la SLAR 2022 | Estadio Charrúa                 | 11 226    |
| Selknam Rugby    | Santiago de Chile, Chile | Participante de la SLAR 2022 | Estadio Municipal de La Pintana | 5000      |
| Selknam Rugby    | Curicó, Chile            | Participante de la SLAR 2022 | Estadio La Granja               | 8278      |
| Yacare XV        | Luque, Paraguay          | Participante de la SLAR 2022 | Estadio Héroes de Curupayty     | 3000      |

### Cambios
Cambios en los equipos participantes respecto a los participantes de la SLAR 2022.
- American Raptors: originalmente miembro de la Major League Rugby entre 2018 y 2020 como los Colorado Raptors, la franquicia del Estado de Colorado se unió al torneo como el primer equipo de América del Norte tras diferencias con la liga norteamericana.[13][14]
- Cafeteros Pro: el equipo colombiano dejó de participar del torneo a participar de esta temporada. A pesar de esto, la Federación Colombiana de Rugby, dueños de la franquicia, llegaron a un acuerdo con otras franquicias para la incorporación de ciertos jugadores colombianos a sus equipos bajo la marca Cafeteros.[13][15]
- Jaguares XV, Pampas y Dogos XV: la Unión Argentina de Rugby decidió reemplazar a su franquicia, Jaguares XV, con dos nuevas franquicias basadas en dos regiones distintas: Pampas en Buenos Aires y Dogos XV en Córdoba. Esta división se dio en concordancias con los objetivos originales de la liga y UAR, con la proyección de agregar más franquicias en el futuro. A diferencia del equipo "porteño", Dogos XV también con el apoyo de la unión local, la Unión Cordobesa de Rugby.[16][17]
- Yacare XV: a partir de esta temporada la franquicia paraguaya adquirió una nueva identidad, cambiando el nombre de Olimpia Lions por Yacare XV y reemplazando los colores blanco y negro por blanco, rojo y azul, los colores de la bandera de Paraguay. El yacaré, un género de cocodrilo autóctono de la región, también es el apodo con el que se conoce a la selección de Paraguay.[18][19]

## Clasificación
| Pos. | Equipo           | PJ | PG | PE | PP | AF  | AC  | Dif. | Pts. Bonus | Puntos |
| ---- | ---------------- | -- | -- | -- | -- | --- | --- | ---- | ---------- | ------ |
| 1.º  | Peñarol          | 12 | 10 | 0  | 2  | 406 | 225 | +181 | 11         | 51     |
| 2.º  | Dogos XV         | 12 | 9  | 0  | 3  | 368 | 303 | +65  | 10         | 46     |
| 3.º  | Pampas           | 12 | 8  | 0  | 4  | 331 | 229 | +102 | 5          | 37     |
| 4.º  | Yacare XV        | 12 | 7  | 0  | 5  | 305 | 308 | -3   | 7          | 35     |
| 5.º  | Selknam          | 12 | 4  | 0  | 8  | 264 | 272 | -8   | 7          | 23     |
| 6.º  | American Raptors | 12 | 2  | 0  | 10 | 282 | 458 | -176 | 8          | 16     |
| 7.º  | Cobras Brasil XV | 12 | 2  | 0  | 10 | 268 | 429 | -161 | 5          | 13     |

Nota: Se otorgaron 4 puntos por partido ganado, 2 por empate y 0 por partido perdido
Puntos Bonus: 1 punto por anotar 4 tries o más en un partido (BO) y 1 al equipo que pierda por 7 tantos de diferencia o menos (BD).
|  | Clasificados a semifinales. |

## Primera fase

### Fecha 1
| 17 de febrero | Dogos XV | 30 - 24 | Yacare XV | Tala Rugby Club, Córdoba                                   |                                                            |
|               |          | Reporte |           | Asistencia: 4000 espectadores Árbitro(s): Damián Schneider | Asistencia: 4000 espectadores Árbitro(s): Damián Schneider |

| 18 de febrero | Selknam | 45 - 10 | American Raptors | Estadio de La Pintana, Santiago de Chile |                                |
|               |         | Reporte |                  | Árbitro(s): Gonzalo de Achával           | Árbitro(s): Gonzalo de Achával |

| 19 de febrero | Cobras Brasil XV | 21 - 41 | Pampas | Estádio Nicolau Alayon, São Paulo |                                 |
|               |                  | Reporte |        | Árbitro(s): Nehuén Jauri Rivero   | Árbitro(s): Nehuén Jauri Rivero |

Fecha Libre: Peñarol Rugby

### Fecha 2
| 24 de febrero | Peñarol | 28 - 19 | American Raptors | Estadio Charrúa, Montevideo                                   |                                                               |
|               |         | Reporte |                  | Asistencia: 3700 espectadores Árbitro(s): Nehuén Jauri Rivero | Asistencia: 3700 espectadores Árbitro(s): Nehuén Jauri Rivero |

| 25 de febrero | Selknam | 34 - 20 | Pampas | Estadio de La Pintana, Santiago de Chile                   |                                                            |
|               |         | Reporte |        | Asistencia: 3000 espectadores Árbitro(s): Damián Schneider | Asistencia: 3000 espectadores Árbitro(s): Damián Schneider |

| 26 de febrero | Cobras Brasil XV | 14 - 31 | Dogos XV | Estádio Nicolau Alayon, São Paulo                     |                                                       |
|               |                  | Reporte |          | Asistencia: 900 espectadores Árbitro(s): Frank Méndez | Asistencia: 900 espectadores Árbitro(s): Frank Méndez |

Fecha Libre: Yacare XV

### Fecha 3
| 3 de marzo | Pampas | 27 - 16 | American Raptors | CASI, San Isidro                                         |                                                          |
|            |        | Reporte |                  | Asistencia: 2480 espectadores Árbitro(s): Matías Esteban | Asistencia: 2480 espectadores Árbitro(s): Matías Esteban |

| 4 de marzo | Dogos XV | 35 - 41 | Peñarol | Tala Rugby Club, Córdoba   |                            |
|            |          | Reporte |         | Árbitro(s): Tomás Bertazza | Árbitro(s): Tomás Bertazza |

| 5 de marzo | Cobras Brasil XV | 14 - 34 | Yacare XV | Estádio Nicolau Alayon, São Paulo |                                 |
|            |                  | Reporte |           | Árbitro(s): Nehuén Jauri Rivero   | Árbitro(s): Nehuén Jauri Rivero |

Fecha Libre: Selknam Rugby

### Fecha 4
| 10 de marzo | Dogos XV | 24 - 10 | Selknam | Tala Rugby Club, Córdoba                               |                                                        |
|             |          | Reporte |         | Asistencia: 4000 espectadores Árbitro(s): Pablo Deluca | Asistencia: 4000 espectadores Árbitro(s): Pablo Deluca |

| 10 de marzo | Peñarol | 33 - 7  | Cobras Brasil XV | Estadio Charrúa, Montevideo    |                                |
|             |         | Reporte |                  | Árbitro(s): Francisco González | Árbitro(s): Francisco González |

| 11 de marzo | Yacare XV | 25 - 3  | American Raptors | Héroes de Curupayty, Luque     |                                |
|             |           | Reporte |                  | Árbitro(s): Gonzalo de Achával | Árbitro(s): Gonzalo de Achával |

Fecha Libre: Pampas

### Fecha 5
| 16 de marzo | Pampas | 11 - 29 | Dogos XV | CASI, San Isidro                                             |                                                              |
|             |        | Reporte |          | Asistencia: 2400 espectadores Árbitro(s): Francisco González | Asistencia: 2400 espectadores Árbitro(s): Francisco González |

| 17 de marzo | Peñarol | 45 - 12 | Yacare XV | Estadio Charrúa, Montevideo     |                                 |
|             |         | Reporte |           | Árbitro(s): Nehuén Jauri Rivero | Árbitro(s): Nehuén Jauri Rivero |

| 18 de marzo | Cobras Brasil XV | 30 - 24 | Selknam | Estádio Nicolau Alayon, São Paulo |                            |
|             |                  | Reporte |         | Árbitro(s): Tomás Bertazza        | Árbitro(s): Tomás Bertazza |

Fecha Libre: American Raptors

### Fecha 6
| 24 de marzo | Yacare XV | 5 - 22  | Pampas | Héroes de Curupayty, Luque   |                              |
|             |           | Reporte |        | Árbitro(s): Marquise Goodwin | Árbitro(s): Marquise Goodwin |

| 24 de marzo | Selknam | 24 - 35 | Peñarol | Estadio de La Pintana, Santiago de Chile |                          |
|             |         | Reporte |         | Árbitro(s): Pablo Deluca                 | Árbitro(s): Pablo Deluca |

| 24 de marzo | American Raptors | 24 - 37 | Dogos XV | Infinity Park, Glendale      |                              |
|             |                  | Reporte |          | Árbitro(s): Juan Manuel León | Árbitro(s): Juan Manuel León |

Fecha Libre: Cobras Brasil XV

### Fecha 7
| 29 de marzo | Pampas | 20 - 19 | Peñarol | CASI, San Isidro           |                            |
|             |        | Reporte |         | Árbitro(s): Tomás Bertazza | Árbitro(s): Tomás Bertazza |

| 1 de abril | Yacare XV | 21 - 11 | Selknam | Héroes de Curupayty, Luque     |                                |
|            |           | Reporte |         | Árbitro(s): Francisco González | Árbitro(s): Francisco González |

| 2 de abril | American Raptors | 40 - 43 | Cobras Brasil XV | Infinity Park, Glendale      |                              |
|            |                  | Reporte |                  | Árbitro(s): Damián Schneider | Árbitro(s): Damián Schneider |

Fecha Libre: Dogos XV

### Fecha 8
| 14 de abril | Dogos XV | 45 - 29 | Cobras Brasil XV | Tala Rugby Club, Córdoba                                      |                                                               |
|             |          | Reporte |                  | Asistencia: 2000 espectadores Árbitro(s): Nehuén Jauri Rivero | Asistencia: 2000 espectadores Árbitro(s): Nehuén Jauri Rivero |

| 15 de abril | Yacare XV | 17 - 43 | Peñarol | Héroes de Curupayty, Luque |                            |
|             |           | Reporte |         | Árbitro(s): Tomás Bertazza | Árbitro(s): Tomás Bertazza |

| 16 de abril | American Raptors | 0 - 63  | Pampas | Infinity Park, Glendale        |                                |
|             |                  | Reporte |        | Árbitro(s): Francisco González | Árbitro(s): Francisco González |

Fecha Libre: Selknam Rugby

### Fecha 9
| 21 de abril | Peñarol | 33 - 15 | Dogos XV | Estadio Charrúa, Montevideo |                          |
|             |         | Reporte |          | Árbitro(s): Pablo Deluca    | Árbitro(s): Pablo Deluca |

| 22 de abril                                          | American Raptors | 26 - 22 | Selknam | Infinity Park, Glendale        |                                |
|                                                      |                  | Reporte |         | Árbitro(s): Francisco González | Árbitro(s): Francisco González |
| Primera victoria en la historia de American Raptors. |                  |         |         |                                |                                |

| 23 de abril | Yacare XV | 34 - 30 | Cobras Brasil XV | Héroes de Curupayty, Luque   |                              |
|             |           | Reporte |                  | Árbitro(s): Damián Schneider | Árbitro(s): Damián Schneider |

Fecha Libre: Pampas

### Fecha 10
| 28 de abril | Pampas | 38 - 14 | Cobras Brasil XV | CASI, San Isidro               |                                |
|             |        | Reporte |                  | Árbitro(s): Gonzalo de Achával | Árbitro(s): Gonzalo de Achával |

| 29 de abril | Selknam | 11 - 19 | Dogos XV | Estadio de La Pintana, Santiago de Chile |                            |
|             |         | Reporte |          | Árbitro(s): Tomás Bertazza               | Árbitro(s): Tomás Bertazza |

| 30 de abril | American Raptors | 37 - 50 | Peñarol | Infinity Park, Glendale         |                                 |
|             |                  | Reporte |         | Árbitro(s): Nehuén Jauri Rivero | Árbitro(s): Nehuén Jauri Rivero |

Fecha Libre: Yacare XV

### Fecha 11
| 5 de mayo | Dogos XV | 34 - 29 | Pampas | Tala Rugby Club, Córdoba     |                              |
|           |          | Reporte |        | Árbitro(s): Damián Schneider | Árbitro(s): Damián Schneider |

| 6 de mayo | Selknam | 33 - 17 | Cobras Brasil XV | Estadio La Granja, Curicó      |                                |
|           |         | Reporte |                  | Árbitro(s): Gonzalo de Achával | Árbitro(s): Gonzalo de Achával |

| 7 de mayo | American Raptors | 37 - 44 | Yacare XV | Infinity Park, Glendale         |                                 |
|           |                  | Reporte |           | Árbitro(s): Nehuén Jauri Rivero | Árbitro(s): Nehuén Jauri Rivero |

Fecha Libre: Peñarol Rugby

### Fecha 12
| 12 de mayo | Pampas | 19 - 23 | Selknam | CASI, San Isidro         |                          |
|            |        | Reporte |         | Árbitro(s): Pablo Deluca | Árbitro(s): Pablo Deluca |

| 12 de mayo | Cobras Brasil XV | 15 - 38 | Peñarol | Estádio Nogueirão, Mogi das Cruzes |                          |
|            |                  | Reporte |         | Árbitro(s): Frank Méndez           | Árbitro(s): Frank Méndez |

| 12 de mayo                                                                  | Yacare XV | 45 - 29 | Dogos XV | Héroes de Curupayty, Luque   |                              |
|                                                                             |           | Reporte |          | Árbitro(s): Damián Schneider | Árbitro(s): Damián Schneider |
| Primera victoria de una franquicia paraguaya ante una franquicia argentina. |           |         |          |                              |                              |

Fecha Libre: American Raptors

### Fecha 13
| 19 de mayo | Peñarol | 10 - 16 | Pampas | Estadio Charrúa, Montevideo  |                              |
|            |         | Reporte |        | Árbitro(s): Damián Schneider | Árbitro(s): Damián Schneider |

| 20 de mayo | Selknam | 19 - 20 | Yacare XV | Estadio de La Pintana, Santiago de Chile |                                 |
|            |         | Reporte |           | Árbitro(s): Nehuén Jauri Rivero          | Árbitro(s): Nehuén Jauri Rivero |

| 21 de mayo | Dogos XV | 40 - 32 | American Raptors | Tala Rugby Club, Córdoba |                          |
|            |          | Reporte |                  | Árbitro(s): Frank Méndez | Árbitro(s): Frank Méndez |

Fecha Libre: Cobras Brasil XV

### Fecha 14
| 26 de mayo | Pampas | 25 - 24 | Yacare XV | CASI, San Isidro         |                          |
|            |        | Reporte |           | Árbitro(s): Pablo Deluca | Árbitro(s): Pablo Deluca |

| 26 de mayo | Peñarol | 31 - 8  | Selknam | Estadio Charrúa, Montevideo |                            |
|            |         | Reporte |         | Árbitro(s): Tomás Bertazza  | Árbitro(s): Tomás Bertazza |

| 28 de mayo | Cobras Brasil XV | 34 - 38 | American Raptors | Estádio Nicolau Alayon, São Paulo |                            |
|            |                  | Reporte |                  | Árbitro(s): Simón Larrubia        | Árbitro(s): Simón Larrubia |

Fecha Libre: Dogos XV

## Fase final

### Semifinales
| 2 de junio | Peñarol | 30 - 17 | Yacare XV | Estadio Charrúa, Montevideo  |                              |
|            |         | Reporte |           | Árbitro(s): Damián Schneider | Árbitro(s): Damián Schneider |

| 2 de junio | Dogos XV | 27 - 16 | Pampas | Tala Rugby Club, Córdoba                                     |                                                              |
|            |          | Reporte |        | Asistencia: 5000 espectadores Árbitro(s): Francisco González | Asistencia: 5000 espectadores Árbitro(s): Francisco González |

### Final
| 9 de junio | Peñarol | 23 - 17 | Dogos XV | Estadio Charrúa, Montevideo                                |                                                            |
|            |         | Reporte |          | Asistencia: 9000 espectadores Árbitro(s): Damián Schneider | Asistencia: 9000 espectadores Árbitro(s): Damián Schneider |

| Bandera de Uruguay |
| Campeón Peñarol    |
| Segundo título     |

## Estadísticas

### Equipo del torneo
La organización del torneo anunció el quince ideal de la temporada.
| Nro. | Nombre             | Equipo           |
| ---- | ------------------ | ---------------- |
| 1    | Lucas Noguera Paz  | Yacare XV        |
| 2    | Boris Wenger       | Dogos XV         |
| 3    | Facundo Pomponio   | Yacare XV        |
| 4    | Mariano Garcete    | Yacare XV        |
| 5    | Lautaro Simes      | Dogos XV         |
| 6    | Manuel Ardao       | Peñarol Rugby    |
| 7    | Felipe Puertas     | Yacare XV        |
| 8    | Manuel Diana       | Peñarol Rugby    |
| 9    | Ignacio Inchauspe  | Yacare XV        |
| 10   | Felipe Etcheverry  | Peñarol Rugby    |
| 11   | Ernesto Giudice    | Dogos XV         |
| 12   | Leonardo Gea Salim | Dogos XV         |
| 13   | Tomás Inciarte     | Peñarol Rugby    |
| 14   | Mateo Soler        | Dogos XV         |
| 15   | Line Latu          | American Raptors |

### Máximos anotadores
| Pos. | Nombre                    | Equipo           | Pts. |
| ---- | ------------------------- | ---------------- | ---- |
| 1.º  | Joaquín De La Vega Mendía | Pampas           | 136  |
| 2.º  | Felipe Etcheverry         | Peñarol Rugby    | 125  |
| 3.º  | Julián Hernández          | Dogos XV         | 115  |
| 4.º  | Lucas González Amorosino  | American Raptors | 78   |
| 5.º  | Lucas Tranquez            | Cobras Brasil XV | 78   |
| 6.º  | Ignacio Inchauspe         | Yacare XV        | 75   |
| 7.º  | Manuel Diana              | Peñarol Rugby    | 65   |
| 8.º  | Mateo Soler               | Dogos XV         | 40   |
| 9.º  | Juan Bautista Baronio     | Dogos XV         | 36   |
| 10.º | Matías Garafulic          | Selknam Rugby    | 36   |

Actualizado al final de la temporada.

## Gira de USA Hawks 2023
Los USA Hawks son un nuevo equipo de desarrollo estadounidense, producto de la iniciativa de World Rugby, USA Rugby y la Major League Rugby, que realizó una gira de partidos amistosos frente a franquicias del Super Rugby Américas y otros seleccionados internacionales de desarrollo.

### Encuentros
| 4 de marzo | Chile XV | 41 - 26 | USA Hawks | Prince of Wales CC, Santiago de Chile |                          |
|            |          | Reporte |           | Árbitro(s): Frank Méndez              | Árbitro(s): Frank Méndez |

| 10 de marzo | Pampas | 69 - 14 | USA Hawks | Casa Pumas, Ingeniero Maschwitz |                                 |
|             |        | Reporte |           | Árbitro(s): Nehuén Jauri Rivero | Árbitro(s): Nehuén Jauri Rivero |

| 14 de marzo | Argentina XV | 45 - 33 | USA Hawks | Deportiva Francesa, Pilar |                          |
|             |              | Reporte |           | Árbitro(s): Pablo Deluca  | Árbitro(s): Pablo Deluca |

| 6 de abril | USA Hawks | 14 - 43 | Cobras Brasil XV | Memorial Stadium, Charlotte |  |
|            |           | Reporte |                  |                             |  |

| 15 de abril | USA Hawks | 12 - 33 | Pumitas | UNC Charlotte, Charlotte |  |
|             |           | Reporte |         |                          |  |

| 21 de abril | USA Hawks | 0 - 26  | Pumitas | UNC Charlotte, Charlotte |  |
|             |           | Reporte |         |                          |  |

| 29 de abril | USA Hawks | 22 - 31 | Yacare XV | Memorial Stadium, Kannapolis |  |
|             |           | Reporte |           |                              |  |

## Gira de Black Lion 2023
La franquicia georgiana Black Lion realizó una gira de partidos amistosos frente a los equipos del Super Rugby Américas, en modo de preparación para el seleccionado georgiano de cara al Mundial de Francia 2023. Enfrentaron a los equipos que tuvieron fecha libre entre el 9 de abril y el 6 de mayo, a excepción de Yacare XV, reemplazado por Sudamérica XV.

### Encuentros
| 9 de abril | Dogos XV | 19 - 75 | Black Lion | Estadio Charrúa, Montevideo    |                                |
|            |          | Reporte |            | Árbitro(s): Francisco González | Árbitro(s): Francisco González |

| 14 de abril | Selknam | 30 - 33 | Black Lion | Estadio Charrúa, Montevideo |                            |
|             |         | Reporte |            | Árbitro(s): Simón Larrubia  | Árbitro(s): Simón Larrubia |

| 21 de abril | Pampas | 24 - 21 | Black Lion | Deportiva Francesa, Pilar      |                                |
|             |        | Reporte |            | Árbitro(s): Gonzalo de Achával | Árbitro(s): Gonzalo de Achával |

| 28 de abril | Sudamérica XV | 28 - 24 | Black Lion | Estadio Charrúa, Montevideo    |                                |
|             |               | Reporte |            | Árbitro(s): Francisco González | Árbitro(s): Francisco González |

| 6 de mayo | Peñarol | 35 - 31 | Black Lion | Estadio Charrúa, Montevideo |                            |
|           |         | Reporte |            | Árbitro(s): Tomás Bertazza  | Árbitro(s): Tomás Bertazza |